# Entomacrodus
Genre
Entomacrodus est un genre de poissons marins de la famille des Blenniidae, notamment des blennies amphibies.

## Description
Les espèces du genre Entomacrodus présentent une dentition en peigne leurs permettant de racler les algues et autres micro-organismes fixés sur les substrats rocheux.

## Liste des espèces
Selon World Register of Marine Species (17 juillet 2025) :
- Entomacrodus cadenati  (Springer, 1967)
- Entomacrodus caudofasciatus  (Regan, 1909)
- Entomacrodus chapmani  (Springer, 1967)
- Entomacrodus chiostictus  (Jordan & Gilbert, 1882)
- Entomacrodus corneliae  (Fowler, 1932)
- Entomacrodus cymatobiotus  (Schultz & Chapman, 1960)
- Entomacrodus decussatus  (Bleeker, 1858)
- Entomacrodus epalzeocheilos  (Bleeker, 1859)
- Entomacrodus lemuria  (Springer & Fricke, 2000)
- Entomacrodus lighti  (Herre, 1938)
- Entomacrodus longicirrus  (Springer, 1967)
- Entomacrodus macrospilus  (Springer, 1967)
- Entomacrodus marmoratus  (Bennett, 1828)
- Entomacrodus nigricans  (Gill, 1859)
- Entomacrodus niuafoouensis  (Fowler, 1932)
- Entomacrodus randalli  (Springer, 1967)
- Entomacrodus rofeni  (Springer, 1967)
- Entomacrodus sealei  (Bryan & Herre, 1903)
- Entomacrodus solus  (Williams & Bogorodsky, 2010)
- Entomacrodus stellifer  (Jordan & Snyder, 1902)
- Entomacrodus strasburgi  (Springer, 1967)
- Entomacrodus striatus  (Valenciennes, 1836)
- Entomacrodus textilis  (Valenciennes, 1836)
- Entomacrodus thalassinus  (Jordan & Seale, 1906)
- Entomacrodus vermiculatus  (Valenciennes, 1836)
- Entomacrodus vomerinus  (Valenciennes, 1836)
- Entomacrodus williamsi  (Springer & Fricke, 2000)

## Systématique
Le nom valide complet (avec auteur) de ce taxon est Entomacrodus Gill, 1859,.
Entomacrodus a pour synonymes :
- Entomacrodes
- Giffordella Fowler, 1932
- Salarichthys Guichenot, 1867

### Publication originale
- (en) Theo. Gill, « Description of a new genus of Salarianae, from the West Indies », Proceedings of the Academy of Natural Sciences of Philadelphia, États-Unis, vol. 11,‎ juin 1859, p. 168 (ISSN 0097-3157, e-ISSN 1938-5293, lire en ligne, consulté le 17 juillet 2025).